# 超立方体连接
超立方体连接可以作为格雷码的一个几何解释。一个4维的超立方体在三维空间中的投影是由两个立方体连接而成的，编号平面的方向和连接方向是一样的。对于一个{\displaystyle N=2^{n}}节点的n维超立方连接，显然它的网络直径是n，对剖宽度为N/2，

## 参阅
并行计算